# Bob Courcy
Robert Courcy (Granby, 4 gennaio 1936) è un ex hockeista su ghiaccio canadese.

## Carriera
Courcy iniziò a giocare a hockey nella formazione giovanile dei Montreal Canadiens, mentre le sue prime esperienze professionistiche giunsero nella Quebec Hockey League quando vestì le maglie di tre formazioni in altrettante stagioni. Nel 1959 passò agli Hull-Ottawa Canadiens nella EPHL e quell'anno fu autore di 102 punti in 70 partite di stagione regolare.
Nel 1960 si trasferì all'organizzazione dei Chicago Blackhawks senza però giocare in National Hockey League; trascorse le due stagioni successive in American Hockey League con la maglia dei Buffalo Bisons per poi giocare la stagione 1962-63 con i Quebec Aces. In AHL Courcy non riuscì a mantenere un posto da titolare giocando la maggior parte del tempo in EPHL.
Nella stagione 1963-64 Courcy fece ritorno all'interno dell'organizzazione dei Canadiens e vinse l'Adams Cup con gli Omaha Knights per poi giocare tre anni in AHL con i Cleveland Barons dove fu fra i migliori marcatori della franchigia. Nell'estate del 1967, rimasto senza contratto, Courcy fu scelto durante l'NHL Expansion Draft dai Philadelphia Flyers, una delle sei nuove franchigie iscritte alla National Hockey League.
Non riuscì mai a esordire in NHL restando sempre nelle leghe minori; dopo un breve ritorno agli Aces Courcy si trasferì nella Western Hockey League vestendo la maglia dei Seattle Totems, formazione con cui vinse la Lester Patrick Cup nel 1968. Concluse la sua carriera sempre in WHL ma con i San Diego Gulls nel 1974, anno in cui si sciolse la lega.

## Palmarès

### Club
- Adams Cup: 1

Omaha: 1963-1964
- Lester Patrick Cup: 1

Seattle: 1967-1968